# ميشيل مايلارد
ميشيل مايلارد (بالفرنسية: Michel Maillard)‏ لاعب كرة قدم فرنسي معتزل كان يجيد اللعب في مركز المهاجم .

## روابط خارجية
- ميشيل مايلارد على موقع قاعدة بيانات كرة القدم.إي يو (الإنجليزية)
- ميشيل مايلارد على موقع عالم كرة القدم.نت (الإنجليزية)